# モー・ボーン
モーリス・サミュエル・ボーン（Maurice Samuel Vaughn, 1967年12月15日 - ）は、アメリカ合衆国コネティカット州ノーウォーク出身の元プロ野球選手（一塁手）。ニックネームは「Hit Dog」。
元MLB選手のグレッグ・ボーンとジェリー・ロイスターは従兄弟にあたる。

## 経歴

### プロ入りとレッドソックス時代
シートン・ホール大学時代のチームメイトにはクレイグ・ビジオと、後にプロでも同僚となるジョン・バレンティンがいた。1988年には大学アメリカ代表に選出され、他にチャック・ノブロックやアレックス・フェルナンデスらも代表入りしていた。
1989年のMLBドラフトでボストン・レッドソックスから1巡目（全体23位）に指名を受け、6月20日に契約。同年はAA級ニューブリテンで打率.278・8本塁打を記録。

1990年にAAA級ポータケットに昇格して打率.295・22本塁打・72打点、1991年は同級で14本塁打・出塁率.422を記録してメジャーに昇格し、6月27日のニューヨーク・ヤンキース戦に「6番・一塁手」で先発出場しデビュー。
1992年は開幕をメジャーで迎える。前半戦は打率1割台と振るわなかったが後半やや持ち直し、打率.234・13本塁打の成績だった。

1993年は完全にレギュラーに定着し打率.297、チームトップの29本塁打・101打点・出塁率.390。
ストライキでシーズンが打ち切られた1994年は打率.310・26本塁打・出塁率.408、リーグトップの20敬遠を記録した。
1995年は前半戦で24本塁打・60打点を記録し、オールスターゲームに初めて選出される。ホームランダービーにも出場し、ラウンド2まで進出した。リーグ最多の150三振を喫したものの打率.300・39本塁打・126打点を記録し、アルバート・ベルと同数で最多打点のタイトルを獲得する活躍でチームの5年ぶりの東地区優勝に大きく貢献。クリーブランド・インディアンスとのディビジョンシリーズでは14打数無安打7三振に終わり、3連敗で敗退した。MVPの投票では成績で上回るベルを8ポイント差で抑えて選出された。ベルが問題児で不人気だった事が要因だったが、ボーンが人格者であった事も影響を及ぼした。初のシルバースラッガー賞も受賞した。
1996年は5月に打率.396・12本塁打・28打点・OPS1.300の好成績でプレイヤー・オブ・ザ・マンスを初受賞するなど、前半戦で打率.346・26本塁打・78打点を記録し、2年連続となるオールスターゲームにファン投票で選出された。試合では第1打席でジョン・スモルツから二塁打を放った。9月24日のボルチモア・オリオールズ戦ではデビッド・ウェルズから3打席連続本塁打。打率.326、いずれもキャリアハイの44本塁打・143打点・207安打・118得点・95四球・OPS1.003を記録し、特に本拠地フェンウェイ・パークでは打率.381・27本塁打・81打点と無類の強さを誇った。MVPの投票では5位。

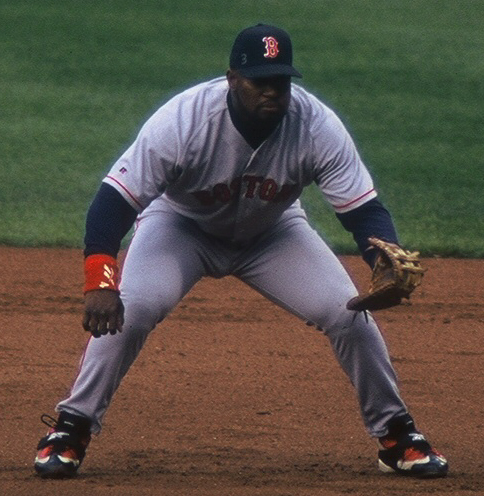
1998年

1997年は5月30日のヤンキース戦で自身2度目の1試合3本塁打、7月26日のアナハイム・エンゼルス戦でトロイ・パーシバルから逆転サヨナラ3点本塁打を放った。

1998年は4月10日のシアトル・マリナーズ戦で逆転サヨナラ満塁本塁打。2年ぶりにオールスターゲームに選出されたが出場機会は無かった。打率.337（キャリアハイ）・40本塁打・115打点・205安打を記録、チームメイトのノマー・ガルシアパーラとの強力コンビを形成し、ワイルドカード獲得の原動力となった。インディアンスとのディビジョンシリーズでは第1戦で2本塁打7打点の活躍を見せたが、第2戦以降は本塁打・打点共に無く、チームも1勝3敗で敗退した。MVPの投票ではケン・グリフィー・ジュニアと並んで4位に入った。10月23日にフリーエージェントとなり、12月11日にエンゼルスと6年8,000万ドルで契約。

### エンゼルス時代
1999年は開幕直後に故障で離脱する。指名打者での出場が半分近くを占め、チームトップの33本塁打・108打点を記録するものの、打率は.281と6年ぶりに3割を下回るなど前年から軒並み成績を落とし、チームも西地区最下位に終わった。
2000年は前半戦で打率.302・23本塁打と好調だったが、後半戦で打率.233・13本塁打と調子を落とした。161試合に出場して36本塁打・117打点を記録したが、打率はレギュラー定着以後最低の.272。リーグ最多の181三振を喫し、1982年にレジー・ジャクソンが記録した球団記録156を大きく更新した。
2001年は故障のため全休。12月27日にケビン・エイピアーとの交換トレードでニューヨーク・メッツへ移籍。

### メッツ時代
2002年は6月26日のアトランタ・ブレーブス戦で、本拠地シェイ・スタジアムのスコアボードを直撃する推定飛距離505フィート（153.9メートル）の超特大本塁打を放った。大型補強の目玉の一人として期待されたものの、ブランクや故障の影響もあって打率.259・26本塁打・72打点と不本意な成績に終わり、優勝候補と目されたチームもまさかの東地区最下位に沈んだ。
2003年は打率.190・3本塁打と低調で5月2日を最後に離脱し、膝の故障悪化により現役引退。

### 引退後
2004年に不動産会社を設立し、ニューヨーク州、メリーランド州、マサチューセッツ州、テキサス州で比較的安価な住宅を提供する事業に携わっている。更にフロリダ州マイアミのリトルハイチでは住宅と商業施設開発を行っている。

## 人物
身長は185cm程ながら、体重は120kg以上というMLBでも有数の巨漢選手として知られていた。その上ヒゲを生やしている為風貌は怖いが、実は人格者でボランティア活動も積極的に行っていた。
背番号はキャリアを通じて『42』を着用し、また同番号をつけた最後のアフリカ系アメリカ人選手でもあった。

## 詳細情報

### 年度別打撃成績
| 年 度     | 球 団     | 試 合 | 打 席 | 打 数 | 得 点 | 安 打 | 二 塁 打 | 三 塁 打 | 本 塁 打 | 塁 打 | 打 点 | 盗 塁 | 盗 塁 死 | 犠 打 | 犠 飛 | 四 球 | 敬 遠 | 死 球 | 三 振 | 併 殺 打 | 打 率 | 出 塁 率 | 長 打 率 | O P S |
| --------- | --------- | ----- | ----- | ----- | ----- | ----- | -------- | -------- | -------- | ----- | ----- | ----- | -------- | ----- | ----- | ----- | ----- | ----- | ----- | -------- | ----- | -------- | -------- | ----- |
| 1991      | BOS       | 74    | 251   | 219   | 21    | 57    | 12       | 0        | 4        | 81    | 32    | 2     | 1        | 0     | 4     | 26    | 2     | 2     | 43    | 7        | .260  | .339     | .370     | .709  |
| 1992      | BOS       | 113   | 408   | 355   | 42    | 83    | 16       | 2        | 13       | 142   | 57    | 3     | 3        | 0     | 3     | 47    | 7     | 3     | 67    | 8        | .234  | .326     | .400     | .726  |
| 1993      | BOS       | 152   | 633   | 539   | 86    | 160   | 34       | 1        | 29       | 283   | 101   | 4     | 3        | 0     | 7     | 79    | 23    | 8     | 130   | 14       | .297  | .390     | .525     | .915  |
| 1994      | BOS       | 111   | 463   | 394   | 65    | 122   | 25       | 1        | 26       | 227   | 82    | 4     | 4        | 0     | 2     | 57    | 20    | 10    | 112   | 7        | .310  | .408     | .576     | .984  |
| 1995      | BOS       | 140   | 636   | 550   | 98    | 165   | 28       | 3        | 39       | 316   | 126   | 11    | 4        | 0     | 4     | 68    | 17    | 14    | 150   | 17       | .300  | .388     | .575     | .963  |
| 1996      | BOS       | 161   | 752   | 635   | 118   | 207   | 29       | 1        | 44       | 370   | 143   | 2     | 0        | 0     | 8     | 95    | 19    | 14    | 154   | 17       | .326  | .420     | .583     | 1.003 |
| 1997      | BOS       | 141   | 628   | 527   | 91    | 166   | 24       | 0        | 35       | 295   | 96    | 2     | 2        | 0     | 3     | 86    | 17    | 12    | 154   | 10       | .315  | .420     | .560     | .980  |
| 1998      | BOS       | 154   | 681   | 609   | 107   | 205   | 31       | 2        | 40       | 360   | 115   | 0     | 0        | 0     | 3     | 61    | 13    | 8     | 144   | 13       | .337  | .402     | .591     | .993  |
| 1999      | ANA       | 139   | 592   | 524   | 63    | 147   | 20       | 0        | 33       | 266   | 108   | 0     | 0        | 0     | 3     | 54    | 7     | 11    | 127   | 11       | .281  | .358     | .508     | .866  |
| 2000      | ANA       | 161   | 712   | 614   | 93    | 167   | 31       | 0        | 36       | 306   | 117   | 2     | 0        | 0     | 5     | 79    | 11    | 14    | 181   | 14       | .272  | .365     | .498     | .863  |
| 2002      | NYM       | 139   | 558   | 487   | 67    | 126   | 18       | 0        | 26       | 222   | 72    | 0     | 1        | 0     | 2     | 59    | 6     | 10    | 145   | 15       | .259  | .349     | .456     | .805  |
| 2003      | NYM       | 27    | 96    | 79    | 10    | 15    | 2        | 0        | 3        | 26    | 15    | 0     | 0        | 0     | 1     | 14    | 2     | 2     | 22    | 2        | .190  | .323     | .329     | .652  |
| MLB：12年 | MLB：12年 | 1512  | 6410  | 5532  | 861   | 1620  | 270      | 10       | 328      | 2894  | 1064  | 30    | 18       | 0     | 45    | 725   | 144   | 108   | 1429  | 135      | .293  | .383     | .523     | .906  |

- 各年度の太字はリーグ最高

### 年度別守備成績
| 年 度 | 球 団 | 一塁（1B） | 一塁（1B） | 一塁（1B） | 一塁（1B） | 一塁（1B） | 一塁（1B） |
| 年 度 | 球 団 | 試 合      | 刺 殺      | 補 殺      | 失 策      | 併 殺      | 守 備 率   |
| ----- | ----- | ---------- | ---------- | ---------- | ---------- | ---------- | ---------- |
| 1991  | BOS   | 49         | 378        | 26         | 6          | 43         | .985       |
| 1992  | BOS   | 85         | 741        | 57         | 15         | 76         | .982       |
| 1993  | BOS   | 131        | 1110       | 70         | 16         | 104        | .987       |
| 1994  | BOS   | 106        | 880        | 57         | 10         | 103        | .989       |
| 1995  | BOS   | 138        | 1262       | 95         | 11         | 128        | .992       |
| 1996  | BOS   | 146        | 1207       | 74         | 15         | 123        | .988       |
| 1997  | BOS   | 131        | 1088       | 75         | 14         | 117        | .988       |
| 1998  | BOS   | 142        | 1176       | 90         | 12         | 91         | .991       |
| 1999  | ANA   | 72         | 584        | 35         | 3          | 62         | .995       |
| 2000  | ANA   | 147        | 1257       | 69         | 14         | 156        | .990       |
| 2002  | NYM   | 134        | 1085       | 47         | 18         | 95         | .984       |
| 2003  | NYM   | 24         | 179        | 8          | 5          | 21         | .974       |
| MLB   | MLB   | 1305       | 10947      | 703        | 139        | 1119       | .988       |

- 各年度の太字はリーグ最高

### タイトル
- 打点王：1回（1995年）

### 表彰
- シーズンMVP：1回（1995年）
- シルバースラッガー賞（一塁手部門）：1回（1995年）

### 記録
- MLBオールスターゲーム選出：3回（1995年、1996年、1998年）

### 背番号
- 42（1991年 - 2000年、2002年 - 2003年）